# Moritz Rosik
Moritz Rosik (* 1993) ist ein deutscher Nationalspieler in der Boulespiel-Sportart Pétanque im Deutscher Boccia-, Boule- und Pétanque-Verband e.V. Er ist aktueller Europameister, mehrfacher deutscher Meister und war Teilnehmer bei Europa- und Weltmeisterschaften. Im Jahr 2025 wurde er Europameister im Triplette. 

## Karriere
Rosik spielt nach eigenen Angaben seit 2007 Boule und wurde anfänglich auch von Gudrun Deterding bei der TuS Lintorf trainiert. Schon nach einem Jahr war er in der Jugendnationalmannschaft. Seit 2012 tritt Rosik für Düsseldorf sur place und in der Pétanque-Bundesliga an. Nach Querelen im Kaderbereich um den damaligen Bundestrainer Klaus-Dieter Wiebusch trat er und acht weitere Kaderspieiler 2013 kurzzeitig als Nationalspieler zurück. Nach der Entlassung zweier Bundestrainer im Jahr 2020 folgte ein weiterer Rücktritt zusammen mit vier anderen Nationalspielern. Seit 2023 ist er wieder im deutschen Nationalkader.
Er ist Rechtshänder und spielt bevorzugt die Spielposition Pointeur. Er benutzt Kugel im Gewicht 680 Gramm bei 72 mm Durchmesser.
Rosik war Teilnehmer bei den Europameisterschaften 2010 (U18), 2015 (U23),  2017 und 2019 sowie den Weltmeisterschaften 2009 (U18), 2016, 2017, 2018, 2023 und 2024. Bei der EM 2015 (U23), der WM 2017 und WM 2023 errang er jeweils die Bronze-Medaille.
Mit dem Team aus dem Senioren-Herrenkader des Deutschen Pétanque Verbande gelang Rosik 2025 einer der größten Erfolge seiner Geschichte und er wurde Europameister.

## Erfolge als Spieler

### International
- 2009: Teilnahme an der Weltmeisterschaft Jugend[5]
- 2010: Teilnahme an der Europameisterschaft Jugend[6]
- 2015: 3. Platz Europameisterschaft Triplette Espoirs (U23) zusammen mit Marco Lonken, Robin Stentenbach und Manuel Strokosch[7]
- 2016: Teilnahme an der Weltmeisterschaft[8]
- 2017: 3. Platz Weltmeisterschaft Doublette zusammen mit Raphael Gharany[9][10]
- 2017: Teilnahme an der Europameisterschaft[11]
- 2018: Teilnahme an der Weltmeisterschaft[12]
- 2019: Teilnahme an der Europameisterschaft[13]
- 2023: 3. Platz Weltmeisterschaft Doublette zusammen mit Matthias Laukart[14]
- 2024: Teilnahme an der Weltmeisterschaft
- 2025: 1. Platz Europameisterschaft Triplette zusammen mit Matthias Laukart, Daniel Reichert und Tobias Müller[15]

### National
(Quelle)
- 2009: 3. Platz Deutsche Meisterschaft Tireur Junioren (U18)
- 2010: 3. Platz Deutsche Meisterschaft Triplette Junioren (U18) zusammen mit Daniel Schurr und Tehina Anania
- 2017: 2. Platz Deutsche Meisterschaft Triplette zusammen mit Robin Stentenbach und Florian Korsch
- 2018: Deutscher Vize-Vereinsmeister mit Düsseldorf sur place
- 2019: 1. Platz Deutsche Meisterschaft Triplette zusammen mit Robin Stentenbach und Florian Korsch
- 2019: Deutscher Vereinsmeister mit Düsseldorf sur place
- 2021: Deutscher Vereinsmeister mit Düsseldorf sur place
- 2022: Deutscher Vize-Vereinsmeister mit Düsseldorf sur place[17]
- 2023: 2. Platz Deutsche Meisterschaft Doublette zusammen mit Mohamed-Kamel Bourouba
- 2023: Deutscher Vize-Vereinsmeister mit Düsseldorf sur place
- 2024: 3. Platz bei den Deutschen Vereinsmeisterschaften mit Düsseldorf sur place
- 2024: 1. Platz Deutsche Meisterschaft Doublette zusammen mit Sascha Löh

## Privates
Rosik ist verheiratet. Er wohnt in Düsseldorf und arbeitet als Personalleiter.